# Northampton (Massachusetts)
Pour les articles homonymes, voir Northampton (homonymie).
La ville de Northampton est le siège du comté de Hampshire, situé dans le Commonwealth du Massachusetts, aux États-Unis. Sa population, qui s’élevait à 28 549 habitants lors du recensement de 2010, est estimée à 30 168 habitants  au 1er juillet 2020.

## Démographie
| Groupe            | Northampton | Massachusetts | États-Unis |
| ----------------- | ----------- | ------------- | ---------- |
| Blancs            | 87,7        | 80,4          | 72,4       |
| Afro-Américains   | 2,7         | 6,6           | 12,6       |
| Métis             | 2,7         | 2,6           | 2,9        |
| Autres            | 2,5         | 4,7           | 6,4        |
| Asiatiques        | 4,1         | 5,3           | 4,8        |
| Amérindiens       | 0,3         | 0,3           | 0,9        |
| Total             | 100         | 100           | 100        |
|                   |             |               |            |
| Latino-Américains | 6,8         | 9,6           | 16,7       |

Selon l’American Community Survey, pour la période 2011-2015, 88,12 % de la population âgée de plus de 5 ans déclare parler anglais à la maison, alors que 5,28 % déclare parler l'espagnol, 1,32 % le français, 0,71 % une langue chinoise, 0,61 % le vietnamien, 0,53 % le polonais, 0,52 % le portugais, 0,48 % le coréen et 2,43 % une autre langue.
Entre 2012 et 2016, le revenu par habitant était en moyenne de 35 892 dollars par an, en dessous de la moyenne du Massachusetts (38 069 dollars) mais au-dessus de celle des États-Unis (29 829 dollars). De plus, 15,8 % des habitants de Northampton vivaient sous le seuil de pauvreté (contre 10,4 % dans l'État et 12,7 % à l'échelle du pays).

## Éducation
Smith College, la plus grande université pour femmes des États-Unis, se situe à Northampton.

## Personnalités
- Calvin Coolidge y ouvrit son cabinet d'avocat et y fut élu maire en 1910 et 1911
- Le duo de synthpop Boy Harsher est basé à Northampton.
- Hannah Lyman (1816–1871), première rectrice du Vassar College, née à Northampton.
- Sojourner Truth, (1797-1883), militante abolitionniste et féministe
- Jonathan Edwards (1703-1758), théologien et prêcheur du Grand réveil